# Sesto Clelio
Sesto Clelio (en latín: Sextus Cloelius; fl. siglo I a. C.) fue un político romano liberto, colaborador del pretoriano Publio Clodio Pulcro.
En el 58 a. C., mientras Clodio era tribuno de la plebe, Clelio se encargó de celebrar, con el apoyo del cónsul Lucio Calpurnio Pisón Cesonino, los ludi Compitali, que habían sido prohibidos por una ley del 64 a. C., asociándose quizás a cultos de divinidades extranjeras. Pocos días después de que la iniciativa de Clelio encontrara una amplia aprobación popular, el 4 de enero, Clodio pudo proponer y aprobar una disposición que preveía el restablecimiento de los collegia, ilegalizados por una disposición anterior del Senado.
El 4 de enero, Clodio también propuso una nueva ley frumentaria, la lex Clodia frumentaria con la que amplió el número de beneficiarios de las distribuciones gratuitas de cereales. Clodio le asignó a Clelio la tarea de ocuparse de la cura annonae o de supervisar la correcta ejecución de las distribuciones. Clelio, como escriba, ocupó el cargo hasta septiembre del 57 a. C., cuando se modificó la ley clodiana ante una posible hambruna y se encomendó la cura annonae a Gneo Pompeyo Magno. Los problemas de suministro por el mayor número de beneficiarios elegibles y el impacto de las malas cosechas había producido una grave escasez de cereales que provocó que la plebe desahogara su frustración con disturbios durante los ludi Apollinares en julio y en los ludi Romani en septiembre.
Hacia mediados del año 58 a. C., fue encargado por Clodio retener al príncipe Tigranes, hijo del rey de Armenia Tigranes II, por la fuerza y contra la voluntad del poderoso Pompeyo. Clelio se vio envuelto en un violento enfrentamiento con los hombres de Pompeyo, donde murió el caballero pompeyano Marco Papirio.
En el 56 a. C., Clelio, nuevamente por orden de Clodio, incendió el templo de las Ninfas en Roma, donde se guardaban las listas de los beneficiarios de las distribuciones gratuitas de cereales previstas por la lex frumentaria: de esta manera pudo evitar que Pompeyo modificara fácilmente las listas, deduciendo las que Clodio había añadido recientemente.
Finalmente, en el 52 a. C., a la muerte de Clodio, Clelio fue uno de los que dirigió a la plebe contra el supuesto asesino del propio Clodio, Tito Annio Milón. Clelio, de hecho, mostró al pueblo los textos de las leyes que Clodio quería proponer una vez elegido en la pretura. Es célebre el discurso de Cicerón Pro Tito Annio Milone ad iudicem oratio en ese mismo año, en defensa de su amigo Annio Milón.